# Kirguistán en los Juegos Paralímpicos de París 2024
Kirguistán estuvo representado en los Juegos Paralímpicos de París 2024 por cuatro deportistas, tres mujeres y un hombre. El equipo paralímpico kirguís no obtuvo ninguna medalla en estos Juegos.